# Elmhurst, Queens
Elmhurst (anterior Newtown) este un cartier de oameni din clasa de mijloc în diviziunea Queens din New York City.  Este delimitat de Bulevardul Roosevelt la nord; Long Island Expressway la sud; Bulevardul Junction la est; și calea ferată New York Connecting Railroad la vest.  Cartierul face parte din Queens Community District 4, servit de Queens Community Board 4. 

## Istorie
Satul a fost înființat în 1652 de olandezi ca Middenburgh (Middleburgh) și a fost o suburbie a Noul Amsterdam (Nieuw Amsterdam) din New Netherland (Nieuw Nederland).  Primii coloniști Europeni în Elmhurst au venit din colonia apropriată Maspat (numită acum Maspeth), în urma amenințărilor și atacurilor Amerindienilor locali.  Atunci când britanicii au preluat New Netherland în 1664, au redenumit Middleburgh ca oraș nou (Nieuwe Stad) pentru a menține legătura cu patrimoniul olandez.   Numele a fost în cele din urmă simplificat în Newtown. 

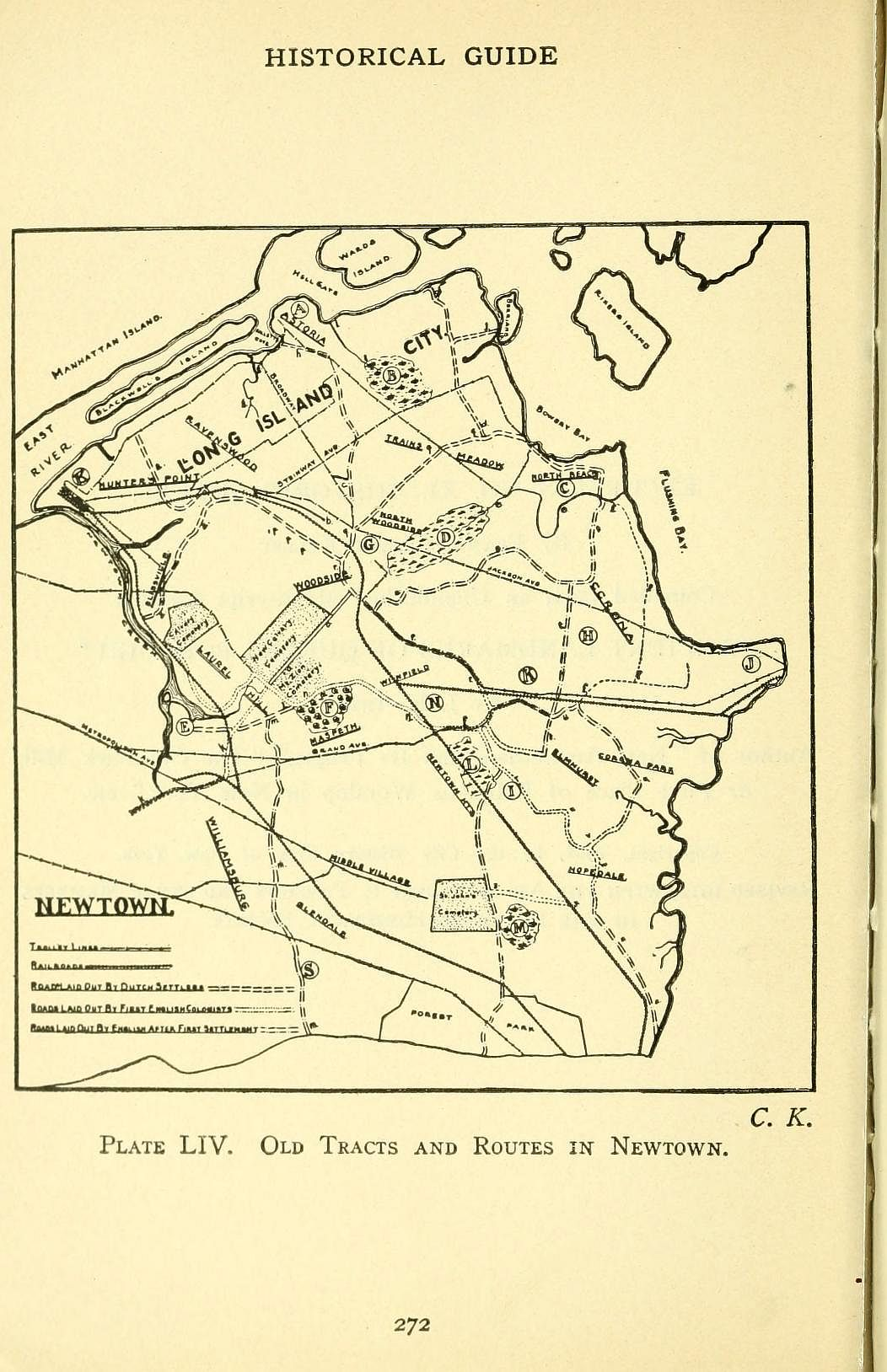
1910 hartă a drumurilor vechi din Newtown

Înainte de al doilea război mondial, Elmhurst era un cartier aproape exclusiv evreiesc și italian.  După război, Elmhurst a evoluat în unul dintre cartierele cele mai diverse din punct de vedere etnic din New York City.  Printre cele mai mari grupuri etnice care s-au stabilit în zonă sunt latinii și chinezii americani.
În recensământului din Statele Unite din 2010, Elmhurst a avut o populație de 88427, o creștere de 0,5% față de recensămîntul din 2000.  Acoperind o suprafață de 750,28 acri (303,63 ha), cartierul a avut o densitate de 117,9 inhabitants per acre (75.500 loc./mi2; 29.100 loc./km2).

## Transport
Stațiile de metrou New York City includ Jackson Heights - Roosevelt, Woodhaven Boulevard, Grand Avenue - Newtown și Elmhurst Avenue, servite de trenurile E, M, și R.  În plus, trenul 7 merge de-a lungul bulevardului Roosevelt, la granița de nord a orașului Elmhurst, cu stații de pe strada 74 - Broadway , 82nd Street - Jackson Heights și 90th Street - Elmhurst Avenue.
Autobuzele includ Q11, Q21, Q29, Q38, Q52 SBS, Q53 SBS, Q58, Q59, Q60, Q72, Q88.

## În cultura populară
McDowell's, restaurantul fictiv descris în filmul din 1988 Coming to America, este situat în Elmhurst.  Pentru filmările care au durat o săptămâna, regizorii au redecorat un restaurant Wendy, care a fost închis în mai 2013, iar în decembrie 2013 a fost demolat și înlocuit de condominii.  Imaginile străzilor din jur au fost de asemenea folosite în film.
CBS a filmat al treilea sezon din serialul Blue Bloods pe străzile rezidențiale din Elmhurst în 2012. 
O parte din filmul Răzbunarea Dragonilor Verzi a fost filmată în Elmhurst, cu figurație din partea localnicilor.